# 坎寧安鎮區 (北卡羅萊納州珀森縣)
坎寧安鎮區（英語：Cunningham Township）是位於美國北卡羅萊納州珀森縣的一個鎮區。

## 地方資料
坎寧安鎮區的面積為99.19平方千米，皆為陸地。根據2020年美國人口普查的數據，當地共有人口1711人，而人口密度為每平方千米17.25人。